# Іен Гілл (музикант)
Іен Френк Гілл (англ. Ian Frank Hill; нар. 20 січня 1951, Вест-Бромвіч, Західний Мідленд, Велика Британія) — англійський музикант, найбільш відомий як бас-гітарист і єдиний беззмінний учасник хеві-метал-гурту Judas Priest. Разом з гітаристом Ґленном Тіптоном він є єдиним учасником гурту, який взяв участь у записі всіх його студійних альбомів.

## Кар'єра
У 1969 році разом з однокласником К. К. Даунінґом Гілл приєднався до хеві-метал-гурту Judas Priest. Відтоді він грає на бас-гітарі і зараз є найстарішим учасником гурту, після відходу Даунінґа у 2011 році.
У перші роки існування гурту він грав на бас-гітарі, перебираючи пальцями, але після виходу альбому Killing Machine почав грати медіатором.
Гіллу приписують гру на бас-гітарі на всіх альбомах Judas Priest, але він не з'являється на альбомі Painkiller 1990 року. Іен не зміг бути присутнім на сесіях запису через хворобу, тому басові партії замість нього грав Дон Ейрі на синтезаторі Minimoog. Гілл є відповідальним за залучення Роба Гелфорда до складу Judas Priest. Вони познайомилися, коли Іен зустрічався з сестрою Гелфорда, і сказав, що йому потрібен новий вокаліст для гурту. Гелфорд погодився, покинувши свою попередню групу Hiroshima і привівши з собою барабанщика Джона Гінча, який пізніше, після запису першого альбому, був вигнаний з гурту через «музичну неадекватність».

Коли в інтерв'ю журналу PopMatters Гілла запитали про його реакцію на фільм «Рок-зірка» 2001 року, який був натхненний реальною історією Тіма Овенса, вокаліста триб'ют-гурту Judas Priest, який був обраний на місце вокаліста Роба Гелфорда, коли той покинув гурт, Гілл відповів:
«Ну, це був справжній художній твір, розумієте? Коли ми почули, що продюсерська компанія збирається знімати фільм, заснований, наскільки ми знали, на тому, що «Ріппер» приєднався до гурту, ми запропонували свою допомогу. Ми сказали: «Якщо є щось, що ви хочете знати, зв'яжіться з нами в той час». І, звичайно, наш зв'язок перервався, і на цьому все закінчилося, і вони пішли по своїй власній дорозі. Я маю на увазі, що мені дуже сподобався фільм. Це було цікаво, розумієте? Це не має нічого спільного з Робом Гелфордом, Тімом Овенсом і Judas Priest, це не має нічого спільного з цим, взагалі нічого. Це була вигадка. Окрім того, що «місцевий хлопець робить добро»? Це був єдиний правдивий аспект фільму. Я подивився його один раз. У мене немає бажання дивитися його знову.»

## Особисте життя
Гілл навчився грати на контрабасі у свого батька, бас-гітариста місцевих джазових колективів. Його батько помер, коли йому було п'ятнадцять. Гілл одружився з сестрою Роба Гелфорда, Сью, у 1976 році, а в 1984 році вони розлучилися. У них є син Алекс, який народився у 1980 році. Гілл жив у Флориді, коли був одружений зі своєю другою дружиною Летицією. У них народилася донька з таким же ім'ям. Зі своєю теперішньою дружиною, Джин, він познайомився у 1999 році, а одружився у 2006 році. Подружжя проживає у Стаффордширі.
Вболіває за футбольний клуб «Вест-Бромвіч Альбіон».
Гілл фігурує в документальному фільмі 2024 року «Прикрий вуха» виробництва Prairie Coast Films і режисера Шона Патріка Шаула, який розповідає про судовий процес над Judas Priest, до якого були причетні музиканти.

## Музичне обладнання

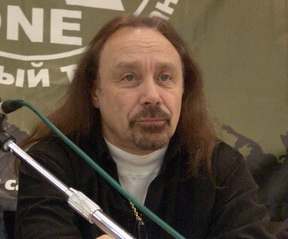
Гілл у 2005 році

У перші роки існування Judas Priest Гілл грав на Fender Jazz Bass 1970-х років, а в середині 1980-х перейшов на Hamer. З кінця 1980-х грає на бас-гітарі Spector. Наразі Spector випускає бас-гітару з підписом Іена, засновану на моделі Гілла NS-2 і оснащену вужчим грифом, з додатковим тюнінгом BEAD. Він грає нейлоновим медіатором товщиною 0,75 мм.
Протягом своєї кар'єри він використовував широкий спектр різних підсилювачів, але з кінця 1990-х років віддає перевагу продукції SWR. Його поточна установка складається з двох підсилювачів SWR SM1500 і чотирьох кабінетів SWR TRIAD. Під час записів Jugulator і Demolition  використовував п'ятиструнний бас Spector, щоб отримати доступ до нижніх частот, необхідних для гри на гітарах Тіптона і Даунінґа, налаштованих на низькі частоти.

## Дискографія
- Rocka Rolla (1974)
- Sad Wings of Destiny (1976)
- Sin after Sin (1977)
- Stained Class (1978)
- Killing Machine/Hell Bent for Leather (1978/1979)
- British Steel (1980)
- Point of Entry (1981)
- Screaming for Vengeance (1982)
- Defenders of the Faith (1984)
- Turbo (1986)
- Ram It Down (1988)
- Jugulator (1997)
- Demolition (2001)
- Angel of Retribution (2005)
- Nostradamus (2008)
- Redeemer of Souls (2014)
- Firepower (2018)
- Invincible Shield (2024)